# Маурицув (Белхатовський повіт)
Маурицув (пол. Mauryców) — село в Польщі, у гміні Зелюв Белхатовського повіту Лодзинського воєводства.
Населення — 351 особа (2011).
У 1975-1998 роках село належало до Пйотрковського воєводства.

## Демографія
Демографічна структура станом на 31 березня 2011 року:
|          | Загалом | Допрацездатний вік | Працездатний вік | Постпрацездатний вік |
| -------- | ------- | ------------------ | ---------------- | -------------------- |
| Чоловіки | 166     | 27                 | 120              | 19                   |
| Жінки    | 185     | 37                 | 101              | 47                   |
| Разом    | 351     | 64                 | 221              | 66                   |